# Edith Claypole
Edith Jane Claypole, née le 1er janvier 1870 et morte le 27 mars 1915, est une physiologiste et pathologiste américaine.
Professeure au Wellesley College, elle étudie et travaille à l'université de Californie, qui créé en son honneur le Edith Claypole Memorial Research Fund in Pathology.

## Biographie
Edith Claypole naît en 1870 à Bristol en même temps que sa sœur jumelle Agnes Claypole Moody. Elles sont les enfants du géologue et paléontologue Edward Waller Claypole et de sa femme Jane, qui meurt peu après leur naissance. Edward se remarie et la famille déménage à Akron (Ohio). Le couple font l'instruction à domicile des jumelles jusqu'à leur entrée au Buchtel College, qui est désormais l'université d'Akron,.
Les jumelles obtiennent un baccalauréat en philosophie en 1892. Edith Claypole fréquente par la suite l'université Cornell, où elle fait une maîtrise sur les leucocytes. Diplômée en 1893, elle est professeur de physiologie et d'histologie au Wellesley College de 1894 à 1899. En 1899, elle joint le département médical de Cornell, puis déménage à Pasadena en 1901 afin de soutenir sa belle-mère malade.
En 1904, Claypole devient docteur en médecine de l'université de Californie à San Francisco. Spécialisée en pathologie, elle travaille à Pasadena et Los Angeles pendant 8 ans,.
En janvier 1912, Edith Claypole fait du bénévolat au département de pathologie de l'université de Californie à Berkeley, travaillant sous la direction de Frederick Parker Gay.
Sur la demande de William Osler et en considération du besoin de l'armée lors de la Première Guerre mondiale, Claypole cherche une immunisation à la typhoïde. Bien que vaccinée, son exposition constante au pathogène a mené à sa mort,,,.